# Aiguilhe
Pour les articles ayant des titres homophones, voir Aiguille, Aiguilles et Éguilles.
Aiguilhe (/e.gɥij/) est une commune française située dans le département de la Haute-Loire, en région Auvergne-Rhône-Alpes.

## Géographie

### Localisation
La commune d'Aiguilhe se trouve dans le département de la Haute-Loire, en région Auvergne-Rhône-Alpes.
Le territoire du village varie en altitude de 609 à 751 m, et jouxte au nord la ville du Puy-en-Velay. On y trouve le piton volcanique surmonté de l'église Saint-Michel d'Aiguilhe.
La commune est traversée par la via Podiensis, le chemin pour Saint-Jacques-de-Compostelle qui part du Puy.
Aiguilhe possède deux exclaves séparées du reste de la commune par la commune du Puy-en Velay. La première exclave est entourée par les communes du Puy-en-Velay et de Polignac. La seconde est entourée par les communes du Puy-en-Velay, d'Espaly-Saint-Marcel et de Polignac.
Elle se situe à 1,5 km par la route du Puy-en-Velay, préfecture du département.

### Communes limitrophes
Les communes les plus proches sont : 
Le Puy-en-Velay (0,8 km), Espaly-Saint-Marcel (2,1 km), Chadrac (2,2 km), Vals-près-le-Puy (2,6 km), Le Monteil (2,9 km), Polignac (2,9 km), Brives-Charensac (3,3 km), Ceyssac (4,1 km).
| Polignac            |          | Chadrac         |
|                     | Aiguilhe |                 |
| Espaly-Saint-Marcel |          | Le Puy-en-Velay |

### Géologie et relief
La superficie de la commune est de 1,1 km2 ; son altitude varie de 609  à   751 mètres

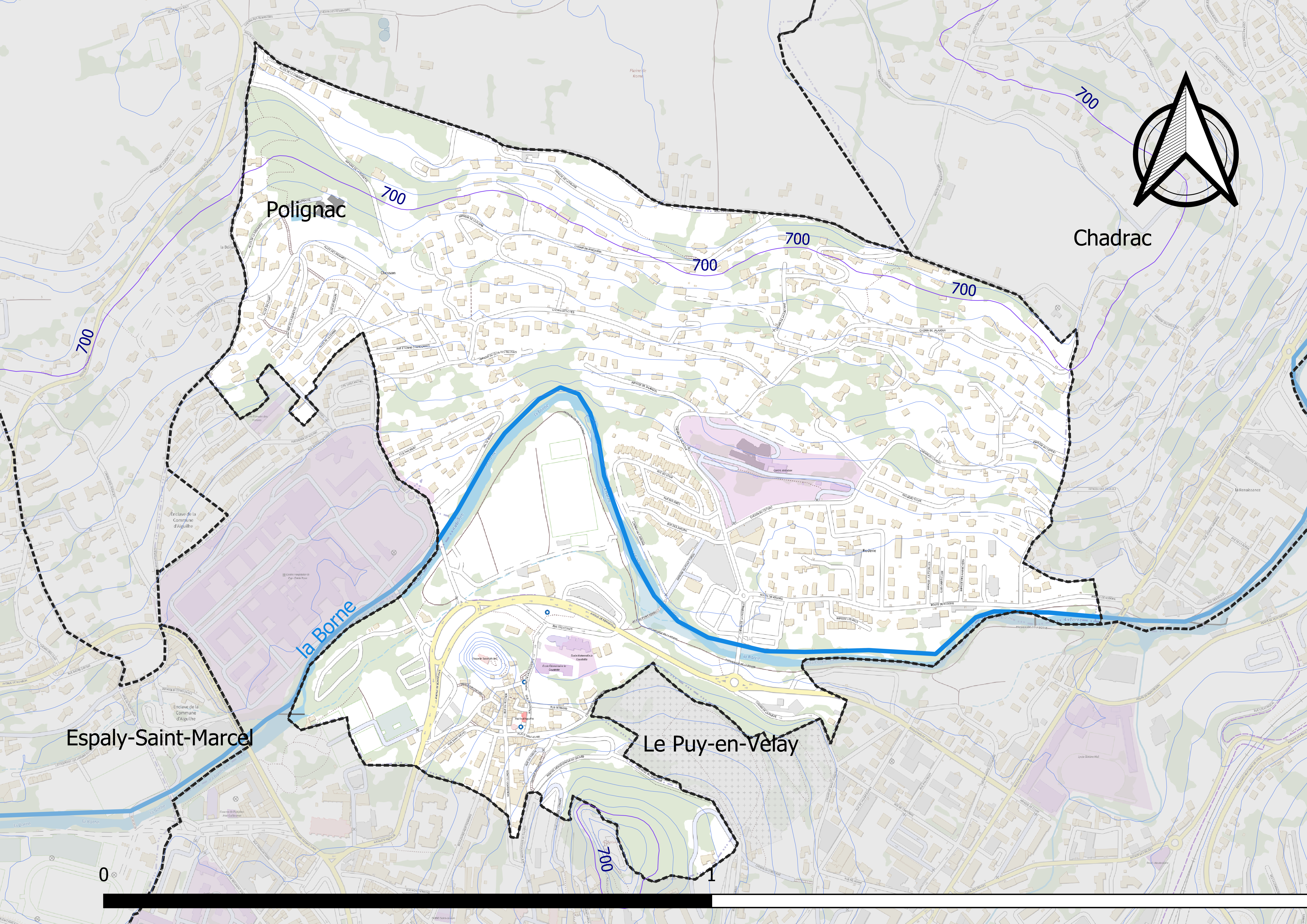
Carte du relief d'Aiguilhe.
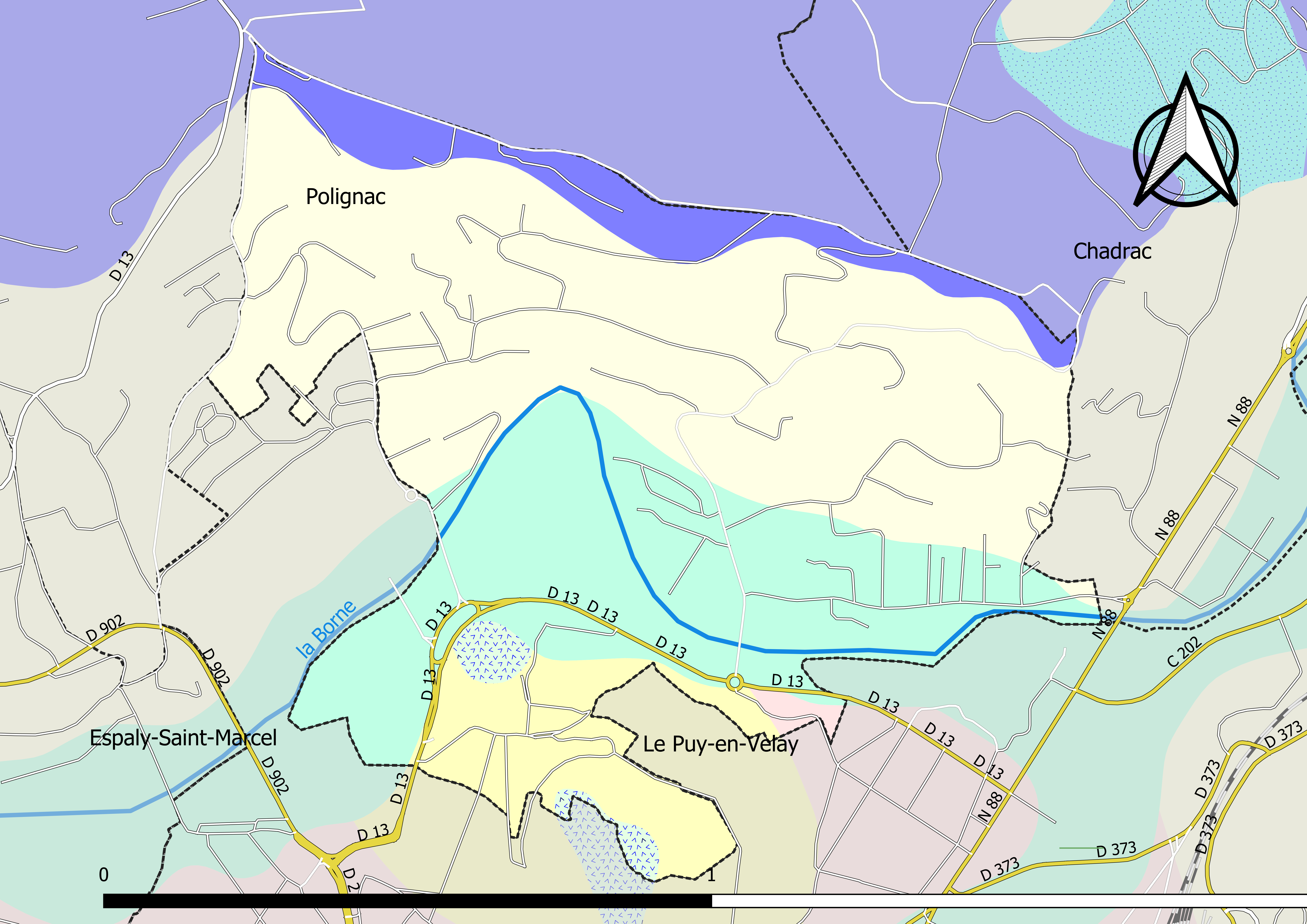
Carte géologique vectorisée et harmonisée d'Aiguilhe.

|  | Fy-z : | Formations alluviales - alluvions anciennes et modernes indifférenciées                                        |
|  | Cc :   | Formations de versants - colluvions sablo-argileuses, parfois marneuses, de matériaux sédimentaires tertiaires |
|  | C :    | Formations de versants - colluvions et épandages indifférenciées                                               |
|  | Bβ1 :  | Formations volcaniques pyroclastiques pléistocènes - brèches basanitiques                                      |
|  | β3 :   | Formations volcaniques laviques pléistocènes - basaltes et basanites indifférenciés                            |

|  | e-gM : | Formations continentales tertiaires - marnes et calcaires avec gypse accessoire de Ronzon: Oligocène inférieur et moyen (Oligocène inférieur - Sannoisien) |

### Hydrographie

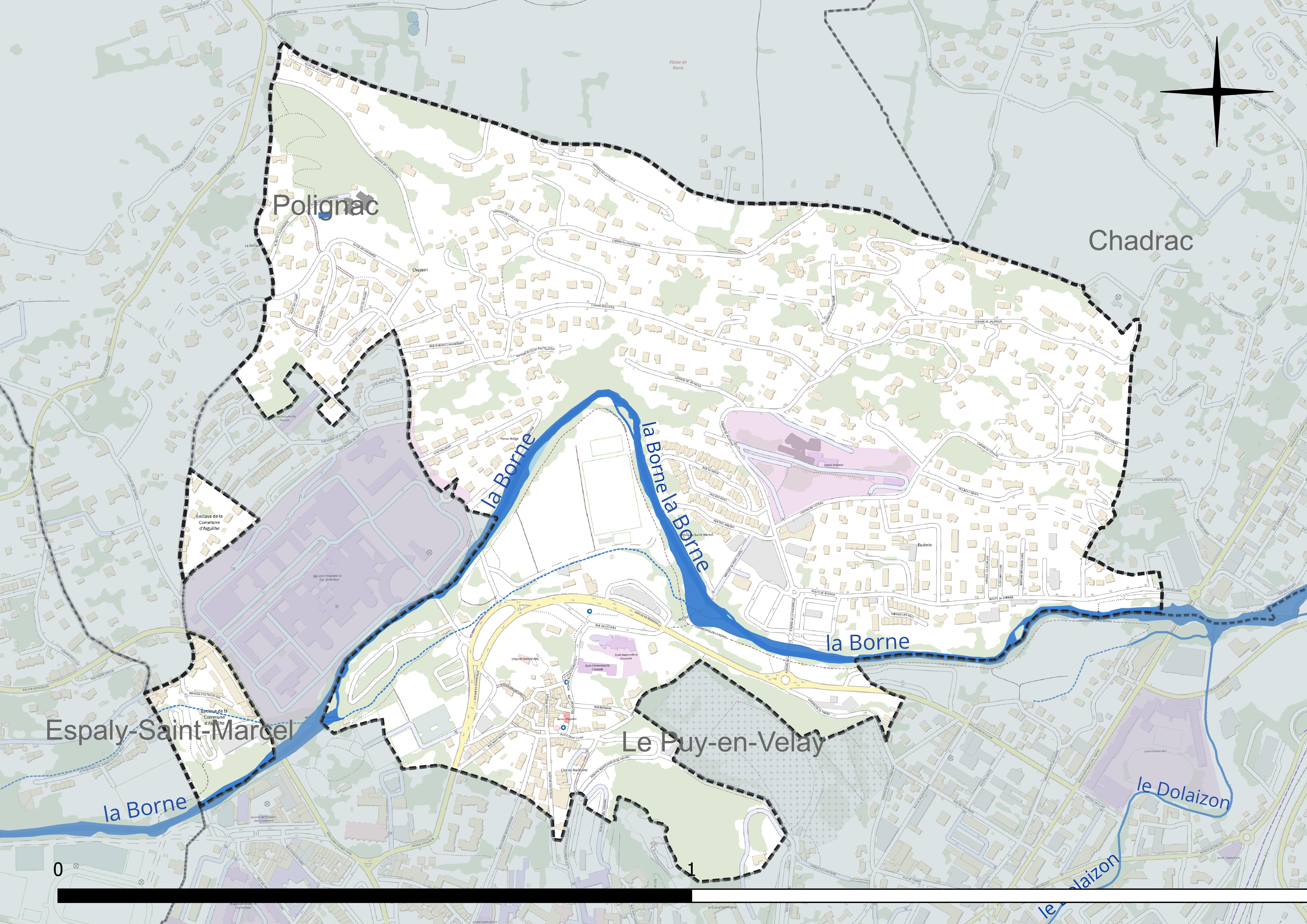
Réseaux hydrographique et routier d'Yssingeaux.

La commune est dans le bassin Allier-Loire amont, au sein du bassin hydrographique Loire-Bretagne.
Elle est traversée par la rivière Borne, affluent de la Loire, qu'elle rejoint à moins de 3 km.

### Climat
Pour des articles plus généraux, voir Climat d'Auvergne-Rhône-Alpes et Climat de la Haute-Loire.
En 2010, le climat de la commune est de type climat des marges montargnardes, selon une étude du Centre national de la recherche scientifique s'appuyant sur une série de données couvrant la période 1971-2000. En 2020, Météo-France publie une typologie des climats de la France métropolitaine dans laquelle la commune est exposée à un climat de montagne ou de marges de montagne et est dans la région climatique Sud-est du Massif Central, caractérisée par une pluviométrie annuelle de 1 000 à 1 500 mm, minimale en été, maximale en automne.
Pour la période 1971-2000, la température annuelle moyenne est de 9,7 °C, avec une amplitude thermique annuelle de 16,4 °C. Le cumul annuel moyen de précipitations est de 727 mm, avec 6 jours de précipitations en janvier et 6,1 jours en juillet. Pour la période 1991-2020, la température moyenne annuelle observée sur la station météorologique de Météo-France la plus proche, « Le Puy-Chadrac », sur la commune de Chadrac à 2 km à vol d'oiseau, est de 10,4 °C et le cumul annuel moyen de précipitations est de 632,0 mm,. Pour l'avenir, les paramètres climatiques de la commune estimés pour 2050 selon différents scénarios d'émission de gaz à effet de serre sont consultables sur un site dédié publié par Météo-France en novembre 2022.

## Urbanisme

### Typologie
Au 1er janvier 2024, Aiguilhe est catégorisée ceinture urbaine, selon la nouvelle grille communale de densité à sept niveaux définie par l'Insee en 2022.
Elle appartient à l'unité urbaine du Puy-en-Velay, une agglomération intra-départementale regroupant neuf  communes, dont elle est une commune de la banlieue,,. Par ailleurs la commune fait partie de l'aire d'attraction du Puy-en-Velay, dont elle est une commune de la couronne,. Cette aire, qui regroupe 59 communes, est catégorisée dans les aires de 50 000 à moins de 200 000 habitants,.

### Occupation des sols
L'occupation des sols de la commune, telle qu'elle ressort de la base de données européenne d’occupation biophysique des sols Corine Land Cover (CLC), est marquée par l'importance des territoires artificialisés (99,6 % en 2018), en augmentation par rapport à 1990 (96,2 %). La répartition détaillée en 2018 est la suivante : 
zones urbanisées (80,1 %), espaces verts artificialisés, non agricoles (19,5 %), prairies (0,3 %), zones agricoles hétérogènes (0,2 %). L'évolution de l’occupation des sols de la commune et de ses infrastructures peut être observée sur les différentes représentations cartographiques du territoire : la carte de Cassini (XVIIIe siècle), la carte d'état-major (1820-1866) et les cartes ou photos aériennes de l'IGN pour la période actuelle (1950 à aujourd'hui).

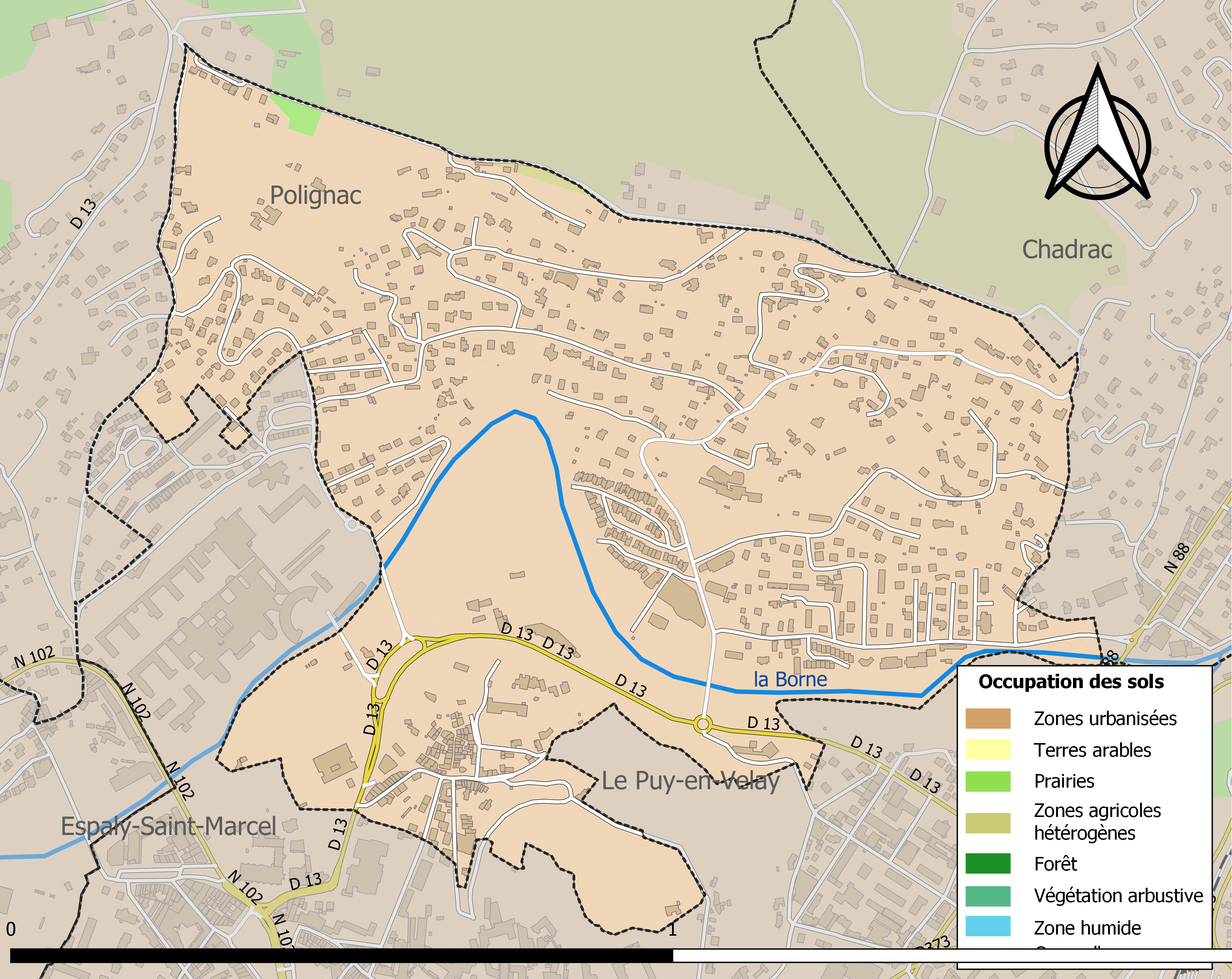
Carte des infrastructures et de l'occupation des sols de la commune en 2018 (CLC).
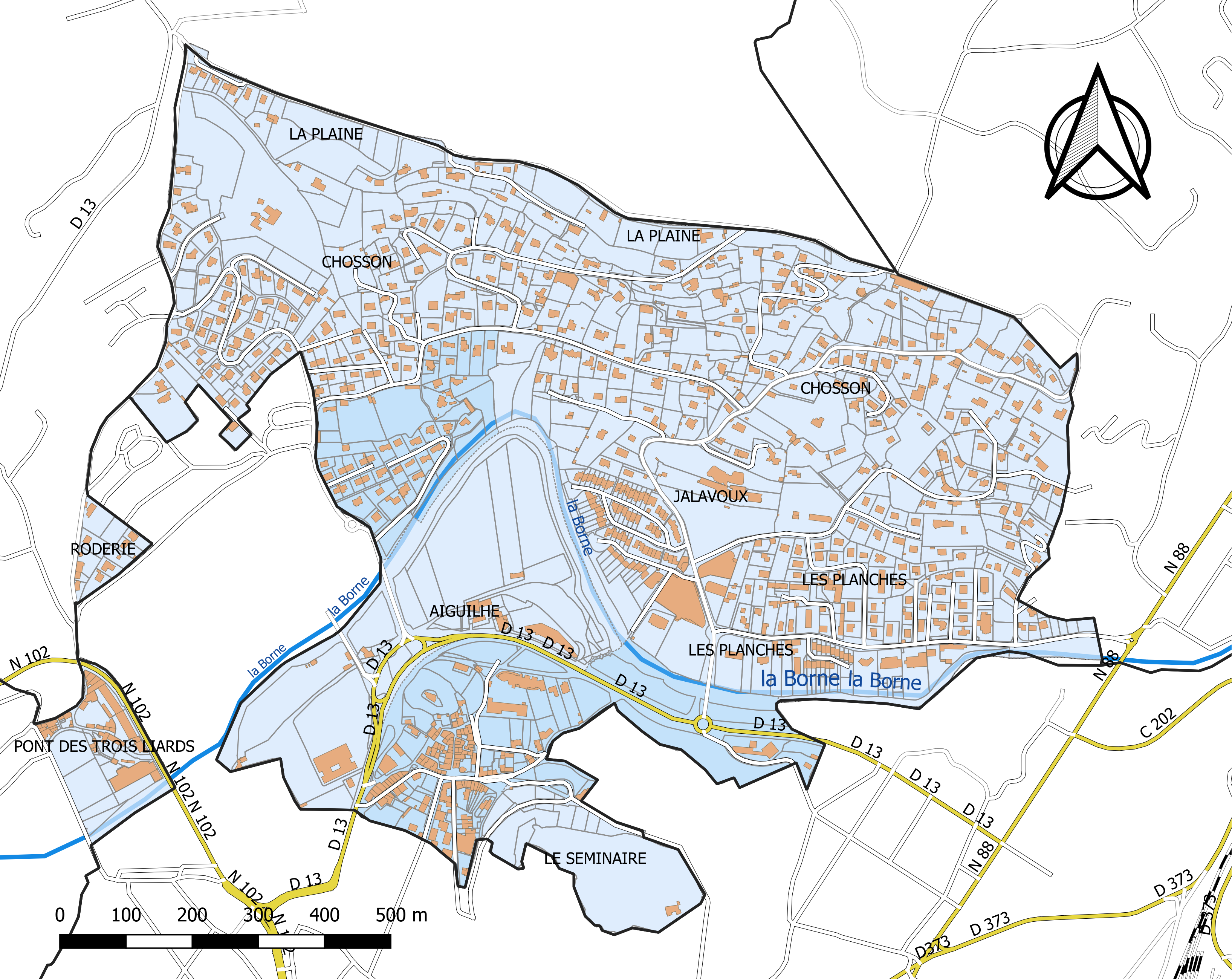
Carte du découpage cadastral de la commune au 6 janvier 2022. Noter les deux exclaves à l'ouest (quartiers Roderie et Pont des Trois Liards).
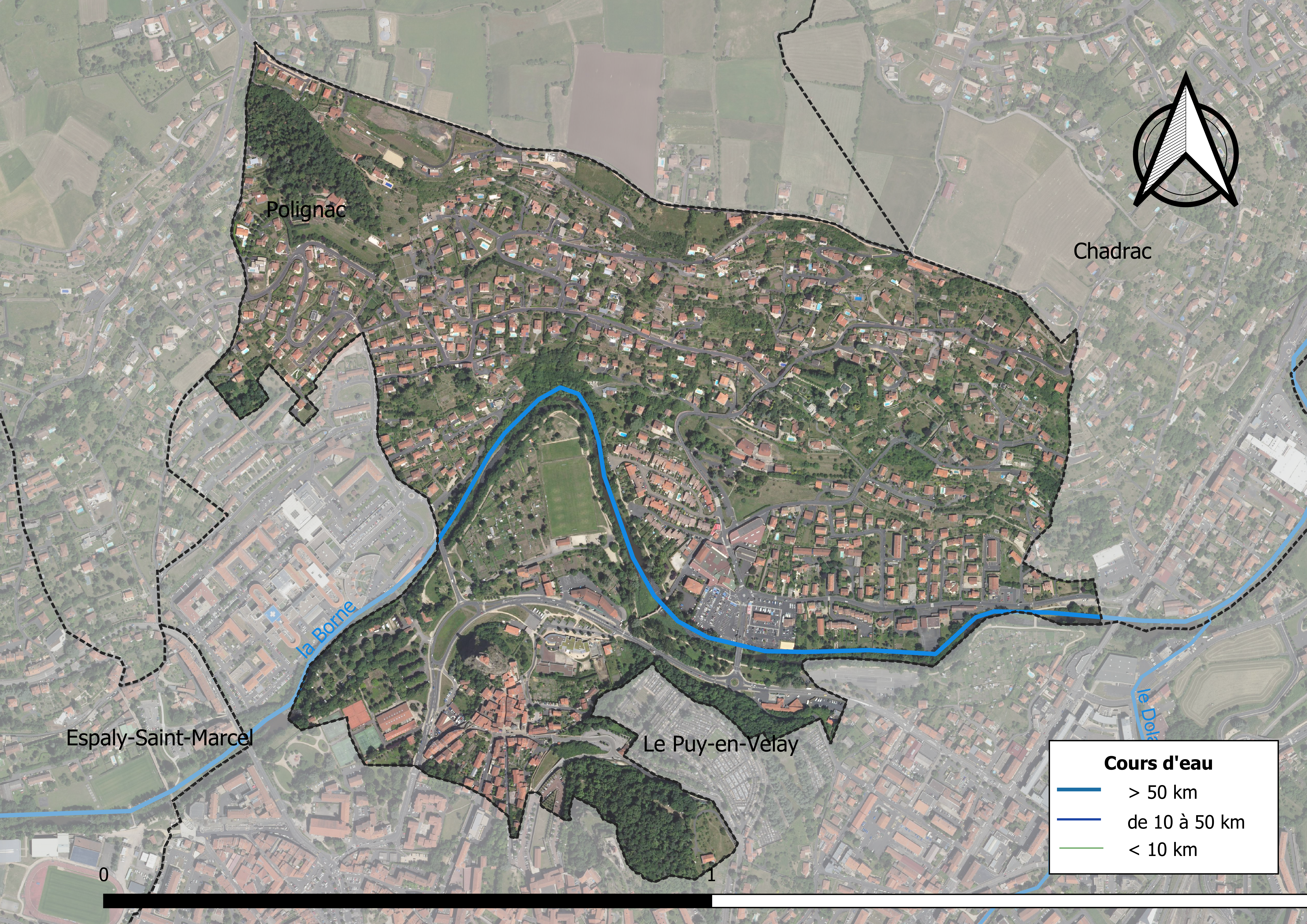
Carte orthophotographique de la commune.

### Habitat et logement
En 2018, le nombre total de logements dans la commune était de 869, alors qu'il était de 865 en 2013 et de 802 en 2008.
Parmi ces logements, 87,1 % étaient des résidences principales, 3,7 % des résidences secondaires et 9,2 % des logements vacants. Ces logements étaient pour 69,1 % d'entre eux des maisons individuelles et pour 30,9 % des appartements.
Le tableau ci-dessous présente la typologie des logements à Aiguilhe en 2018 en comparaison avec celle de la Haute-Loire et de la France entière. Une caractéristique marquante du parc de logements est ainsi une proportion de résidences secondaires et logements occasionnels (3,7 %) inférieure à celle du département (16,1 %) mais supérieure à celle de la France entière (9,7 %). Concernant le statut d'occupation de ces logements, 68,8 % des habitants de la commune sont propriétaires de leur logement (73,5 % en 2013), contre 70 % pour la Haute-Loire et 57,5 pour la France entière.
| Typologie                                               | Aiguilhe | Haute-Loire | France entière |
| ------------------------------------------------------- | -------- | ----------- | -------------- |
| Résidences principales (en %)                           | 87,1     | 71,5        | 82,1           |
| Résidences secondaires et logements occasionnels (en %) | 3,7      | 16,1        | 9,7            |
| Logements vacants (en %)                                | 9,2      | 12,4        | 8,2            |

## Toponymie
Anciens noms de la commune d'Aiguilhe : Aculea en 1175, Hospitale Sant Nicolae de Aculea en 1212, Eguilhe en 1793 et Equilhe en 1801.
Vient de l'occitan « agulha », signifiant « aiguille », c'est-à-dire une « hauteur pointue », un sommet, qui désigne la fine masse rocheuse qui domine le territoire communal, et sur laquelle se trouve l'église saint Michel.

## Histoire
Voir paragraphe « Culture locale et patrimoine - Lieux et monuments » ci-dessous.

## Politique et administration

### Découpage territorial
La commune d'Aiguilhe est membre de la communauté d'agglomération du Puy-en-Velay, un établissement public de coopération intercommunale (EPCI) à fiscalité propre créé le 26 décembre 2016 dont le siège est à Le Puy-en-Velay. Ce dernier est par ailleurs membre d'autres groupements intercommunaux.
Sur le plan administratif, elle est rattachée à l'arrondissement du Puy-en-Velay, au département de la Haute-Loire, en tant que circonscription administrative de l'État, et à la région Auvergne-Rhône-Alpes. 
Sur le plan électoral, elle dépend du canton du Puy-en-Velay-2 pour l'élection des conseillers départementaux, depuis le redécoupage cantonal de 2014 entré en vigueur en 2015, et de la deuxième circonscription de la Haute-Loire   pour les élections législatives, depuis le redécoupage électoral de 1986. 

### Élections municipales et communautaires

#### Élections de 2020
Le conseil municipal d'Aiguilhe, commune de plus de 1 000 habitants, est élu au scrutin proportionnel de liste à deux tours (sans aucune modification possible de la liste), pour un mandat de six ans renouvelable. Compte tenu de la population communale, le nombre de sièges à pourvoir lors des élections municipales de 2020 est de 19. Les dix-neuf conseillers municipaux sont élus au premier tour avec un taux de participation de 31,7 %, issus de la seule liste candidate, conduite par Daniel Joubert. Daniel Joubert est élu nouveau maire de la commune le 23 mai 2020.
Le  siège attribué à la commune au sein du conseil communautaire de la communauté d'agglomération du Puy-en-Velay est alloué également à la liste de Daniel Joubert.

#### Liste des maires
| Période                                  | Période   | Identité             | Étiquette | Qualité                              |
| ---------------------------------------- | --------- | -------------------- | --------- | ------------------------------------ |
| Les données manquantes sont à compléter. |           |                      |           |                                      |
| ?                                        | juin 1941 | M. Chambonnet        | ?         | révoqué par le Gouvernement de Vichy |
| mars 1989                                | mars 2008 | Jean-Louis Clavelier | DVD       |                                      |
| mars 2008                                | 2020      | Michel Roussel       |           |                                      |
| 2020                                     | En cours  | Daniel Joubert       |           |                                      |

### Jumelage
Aiguilhe est jumelée depuis 1985 avec la commune de L'Éguille (Charente-Maritime),.

## Population et société

### Démographie

#### Évolution démographique
L'évolution du nombre d'habitants est connue à travers les recensements de la population effectués dans la commune depuis 1793. Pour les communes de moins de 10 000 habitants, une enquête de recensement portant sur toute la population est réalisée tous les cinq ans, les populations de référence des années intermédiaires étant quant à elles estimées par interpolation ou extrapolation. Pour la commune, le premier recensement exhaustif entrant dans le cadre du nouveau dispositif a été réalisé en 2007.

En 2022, la commune comptait 1 483 habitants, en évolution de −3,14 % par rapport à 2016 (Haute-Loire : +0,36 %, France hors Mayotte : +2,11 %).
| 1793 | 1800 | 1806 | 1821 | 1831 | 1836 | 1841 | 1846 | 1851 |
| ---- | ---- | ---- | ---- | ---- | ---- | ---- | ---- | ---- |
| 350  | 411  | 381  | 315  | 330  | 439  | 493  | 514  | 540  |

| 1856 | 1861 | 1866 | 1872 | 1876 | 1881 | 1886 | 1891 | 1896 |
| ---- | ---- | ---- | ---- | ---- | ---- | ---- | ---- | ---- |
| 485  | 580  | 578  | 594  | 657  | 605  | 624  | 588  | 611  |

| 1901 | 1906 | 1911 | 1921 | 1926 | 1931 | 1936 | 1946 | 1954 |
| ---- | ---- | ---- | ---- | ---- | ---- | ---- | ---- | ---- |
| 616  | 642  | 658  | 595  | 635  | 693  | 675  | 812  | 885  |

| 1962  | 1968  | 1975  | 1982  | 1990  | 1999  | 2006  | 2007  | 2012  |
| ----- | ----- | ----- | ----- | ----- | ----- | ----- | ----- | ----- |
| 1 016 | 1 137 | 1 304 | 1 376 | 1 452 | 1 555 | 1 595 | 1 601 | 1 569 |

| 2017  | 2022  | - | - | - | - | - | - | - |
| ----- | ----- | - | - | - | - | - | - | - |
| 1 511 | 1 483 | - | - | - | - | - | - | - |

#### Pyramide des âges
La population de la commune est relativement âgée.
En 2018, le taux de personnes d'un âge inférieur à 30 ans s'élève à 24,6 %, soit en dessous de la moyenne départementale (31 %). À l'inverse, le taux de personnes d'âge supérieur à 60 ans est de 40,3 % la même année, alors qu'il est de 31,1 % au niveau départemental.
En 2018, la commune comptait 704 hommes pour 787 femmes, soit un taux de 52,78 % de femmes, légèrement supérieur au taux départemental (50,87 %).
Les pyramides des âges de la commune et du département s'établissent comme suit.
| Hommes | Classe d’âge | Femmes |
| ------ | ------------ | ------ |
| 0,9    | 90 ou +      | 1,9    |
| 12,5   | 75-89 ans    | 15,4   |
| 23,0   | 60-74 ans    | 26,4   |
| 23,0   | 45-59 ans    | 21,6   |
| 13,2   | 30-44 ans    | 12,5   |
| 14,2   | 15-29 ans    | 12,8   |
| 13,3   | 0-14 ans     | 9,4    |

| Hommes | Classe d’âge | Femmes |
| ------ | ------------ | ------ |
| 0,9    | 90 ou +      | 2,5    |
| 8,4    | 75-89 ans    | 11,7   |
| 20,4   | 60-74 ans    | 20,5   |
| 21,3   | 45-59 ans    | 20,3   |
| 16,8   | 30-44 ans    | 16,3   |
| 15,2   | 15-29 ans    | 13,2   |
| 17     | 0-14 ans     | 15,6   |

## Économie

### Revenus
En 2018, la commune compte 713 ménages fiscaux, regroupant 1 499 personnes. La médiane du revenu disponible par unité de consommation est de 24 310 € (20 800 € dans le département).

### Emploi
| Division       | 2008  | 2013  | 2018  |
| -------------- | ----- | ----- | ----- |
| Commune        | 6,3 % | 5,1 % | 7,3 % |
| Département    | 6,3 % | 7,7 % | 7,7 % |
| France entière | 8,3 % | 10 %  | 10 %  |

En 2018, la population âgée de 15 à 64 ans s'élève à 864 personnes, parmi lesquelles on compte 72,3 % d'actifs (65 % ayant un emploi et 7,3 % de chômeurs) et 27,7 % d'inactifs,. En  2018, le taux de chômage communal (au sens du recensement) des 15-64 ans est inférieur à celui de la France et département, alors qu'en 2008 il était supérieur à celui du département et inférieur à celui de la France.
La commune fait partie de la couronne de l'aire d'attraction du Puy-en-Velay, du fait qu'au moins 15 % des actifs travaillent dans le pôle,. Elle compte 358 emplois en 2018, contre 390 en 2013 et 348 en 2008. Le nombre d'actifs ayant un emploi résidant dans la commune est de 571, soit un indicateur de concentration d'emploi de 62,6 % et un taux d'activité parmi les 15 ans ou plus de 47,9 %.
Sur ces 571 actifs de 15 ans ou plus ayant un emploi, 62 travaillent dans la commune, soit 11 % des habitants. Pour se rendre au travail, 76,9 % des habitants utilisent un véhicule personnel ou de fonction à quatre roues, 2,1 % les transports en commun, 19,2 % s'y rendent en deux-roues, à vélo ou à pied et 1,7 % n'ont pas besoin de transport (travail au domicile).

### Activités hors agriculture
91 établissements sont implantés  à Aiguilhe au 31 décembre 2019. Le tableau ci-dessous en détaille le nombre par secteur d'activité et compare les ratios avec ceux du département,.
| Secteur d'activité                                                                                        | Commune | Commune | Département |
| Secteur d'activité                                                                                        | Nombre  | %       | %           |
| --- | ------- | ------- | ----------- |
| Ensemble                                                                                                  | 91      | 100 %   | (100 %)     |
| Industrie manufacturière, industries extractives et autres                                                | 3       | 3,3 %   | (14,2 %)    |
| Construction                                                                                              | 12      | 13,2 %  | (13,9 %)    |
| Commerce de gros et de détail, transports, hébergement et restauration                                    | 22      | 24,2 %  | (28,8 %)    |
| Information et communication                                                                              | 1       | 1,1 %   | (1,9 %)     |
| Activités financières et d'assurance                                                                      | 2       | 2,2 %   | (4,4 %)     |
| Activités immobilières                                                                                    | 8       | 8,8 %   | (3,9 %)     |
| Activités spécialisées, scientifiques et techniques et activités de services administratifs et de soutien | 11      | 12,1 %  | (11,6 %)    |
| Administration publique, enseignement, santé humaine et action sociale                                    | 24      | 26,4 %  | (13,3 %)    |
| Autres activités de services                                                                              | 8       | 8,8 %   | (8 %)       |

Le secteur de l'administration publique, l'enseignement, la santé humaine et l'action sociale est prépondérant sur la commune puisqu'il représente 26,4 % du nombre total d'établissements de la commune (24 sur les 91 entreprises implantées  à Aiguilhe), contre 13,3 % au niveau départemental.
Les cinq entreprises ayant leur siège social sur le territoire communal qui génèrent le plus de chiffre d'affaires en 2020 sont : 
- Aiguilhe Distribution, hypermarchés (31 103 k€)
- Aiguilhe Carburants, commerce de détail de carburants en magasin spécialisé (7 256 k€)
- Allamand Schindler, autres travaux d'installation n.c.a. (1 550 k€)
- Asapa Fleurs, commerce de détail de fleurs, plantes, graines, engrais, animaux de compagnie et aliments pour ces animaux en magasin spécialisé (422 k€)
- SARL Société Vellave De Prise D'intérêts - Vpi, travaux de peinture et vitrerie (118 k€)

### Agriculture
La commune fait partie de la petite région agricole dénommée « Bassin du Puy ». En 2010, l'orientation technico-économique de l'agriculture  sur la commune est la polyculture et le polyélevage.
|                                   | 1988 | 2000 | 2010 |
| --------------------------------- | ---- | ---- | ---- |
| Exploitations                     | 4    | s    | s    |
| Superficie agricole utilisée (ha) | s    | s    | s    |

Le nombre d'exploitations agricoles en activité et ayant leur siège dans la commune est passé de 4 en 1988 à un nombre inférieur au secret statistique en 2010. Le même mouvement est observé à l'échelle du département qui a perdu pendant cette période 43 % de ses exploitations. La surface agricole utilisée sur la commune a également diminué.

## Culture locale et patrimoine

### Lieux et monuments

#### Le rocher
L'origine géologique du rocher Aiguilhe n'est bien comprise que depuis l'étude détaillée de l'éruption du volcan Surtsey en Islande en 1963. L'eau qui recouvrait anciennement le bassin du Puy sur une profondeur probable de 40 à 200 mètres a offert au volcanisme situé sous ce bassin, par interaction du magma et de l'eau, les conditions propices à la création de structures basaltiques palagonitisées, dont le rocher Aighuille fait partie. Le rocher matérialise l'ancienne cheminée du volcan, actif probablement entre -5 et -0,3 millions d'années et aujourd'hui éteint.
La forme en aiguille du rocher de 82 mètres de haut a donné son nom à la localité blottie à son pied.

#### L'église Saint-Michel

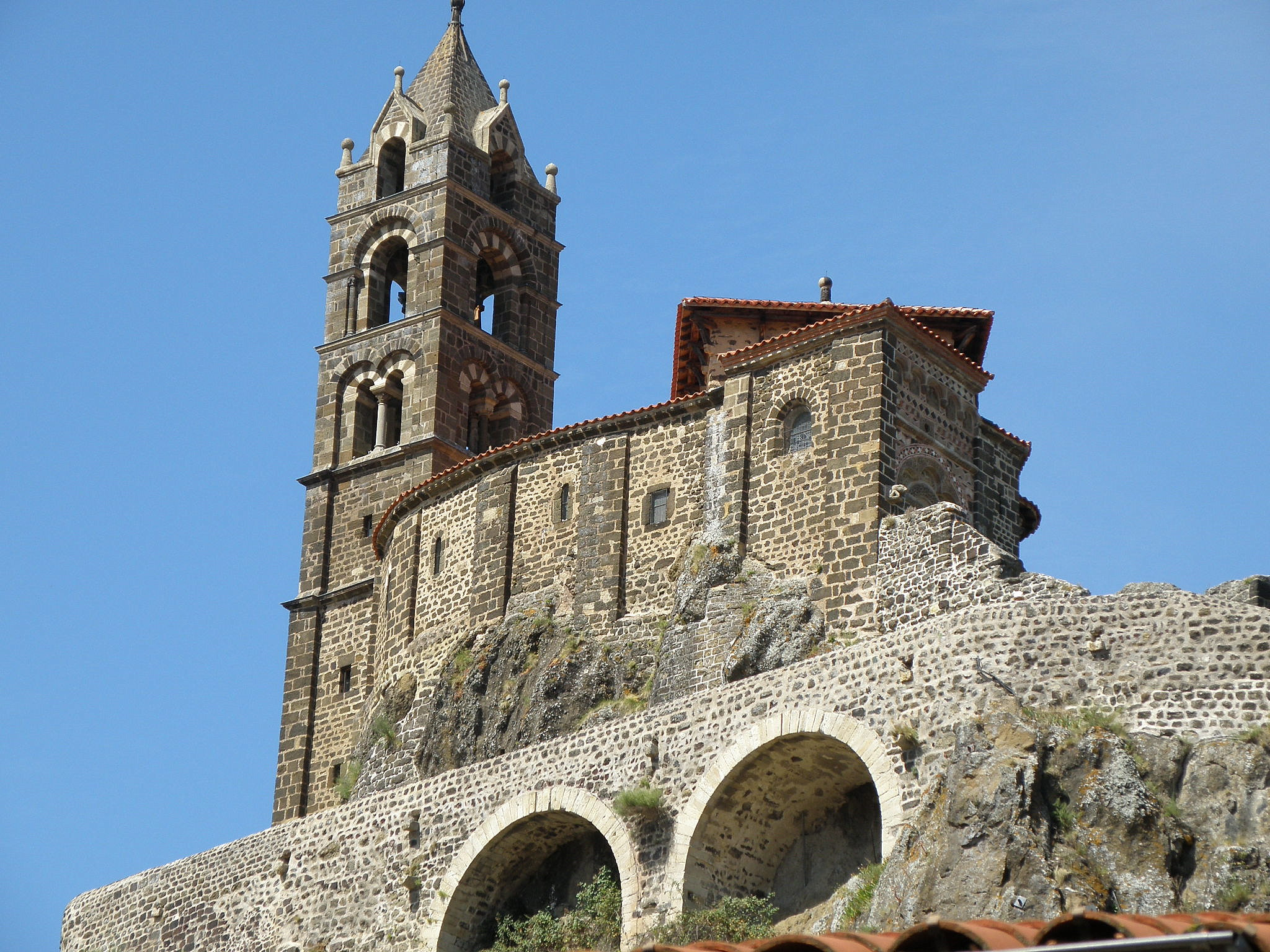
Flanc méridional de l'église.

L'église est réputée pour son architecture. Construite au sommet du rocher de 82 mètres de haut, on y accède au bout d’un cheminement comportant 268 marches (une dizaine de minutes environ).
Lieu sacré dès la préhistoire, les vestiges d'un dolmen semblent avoir été utilisés pour les fondations d'un temple romain dédié à Mercure[réf. nécessaire].
Au Xe siècle, Gothescalk, évêque du Puy, fit ériger la chapelle dédiée à saint Michel au retour d'un pèlerinage à Saint-Jacques-de-Compostelle, pour accomplir un vœu. Inaugurée en 972, elle consistait, à l'origine, en un bâtiment  quadrangulaire doté de trois absidioles. Au milieu du XIe siècle, l'édifice fut agrandi par l'ajout à l'ouest d’un clocher, inspiré de celui de la cathédrale du Puy, et d'une nef. À la fin du XIe siècle, l'absidiole sud fut démolie pour, d'une part, faire place à une construction à l'usage du prêtre desservant, et d'autre part, réunir, en un édifice d'un seul tenant, la chapelle quadrangulaire primitive et la nef nouvellement ajoutée.
L'église possède à l'Est un portail orné d'un arc polylobé d'influence mozarabe. La façade faite d'une mosaïque de pierre  noire, grise, rouge et blanche date du XIXe siècle pour le bas et du XIIe siècle pour le haut. On peut y admirer saint Jean, la Vierge Marie, le Christ, l'archange saint Michel et saint Pierre, sculptés dans la pierre au-dessus du portail trilobé.
Le porche situé derrière ce portail, et couvrant sept marches supplémentaires, conduit à une façon de déambulatoire semi-elliptique, qui, s'appuyant sur des colonnes monolithiques, entoure un petit vaisseau central voûté en berceau. Quant à l'oratoire carré primitif, il se présente, à droite du porche, comme un étroit réduit carré surmonté d'une voûte en arc de cloître et orné de fresques du Xe siècle, restaurées en 2004, dont un Christ en majesté au haut de la voûte et une série de figures auréolées en contrebas. Protégé par une grille se trouve un trésor, découvert lors de travaux de restauration en 1955, comprenant un christ reliquaire, un coffret en ivoire byzantin du XIIe siècle, un second  reliquaire du XIIIe siècle. Les vitraux furent remplacés lors de ces travaux.
L'église est entourée d'un chemin de ronde qui permet une jolie vue sur la ville du Puy et sa cathédrale Notre-Dame, et sur le vieux pont à redents franchissant la Borne.
Un fragment de l'inscription SATOR retrouvé dans la chapelle Saint-Michel d'Aiguilhe, est conservé au musée Crozatier (au Puy-en-Velay).
À proximité et au bas du rocher, sur la place du Temple-de-Diane, se trouvait là dans l'antiquité un temple dédié à cette déesse, qui fut remplacé à la fin du XIe siècle par la chapelle funéraire Saint-Clair, de l'hôpital Saint-Nicolas qui se trouvait là.

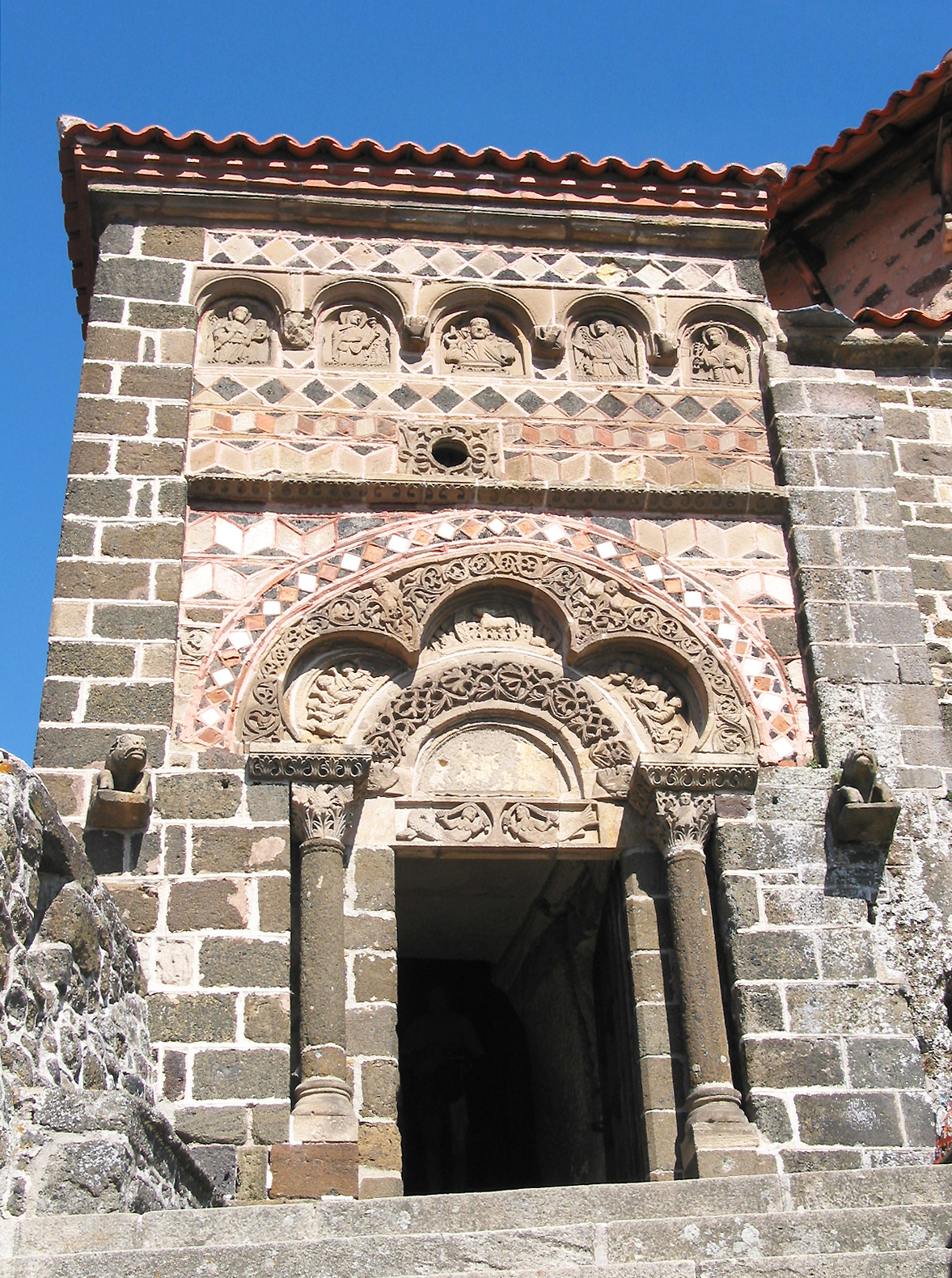
Portail.
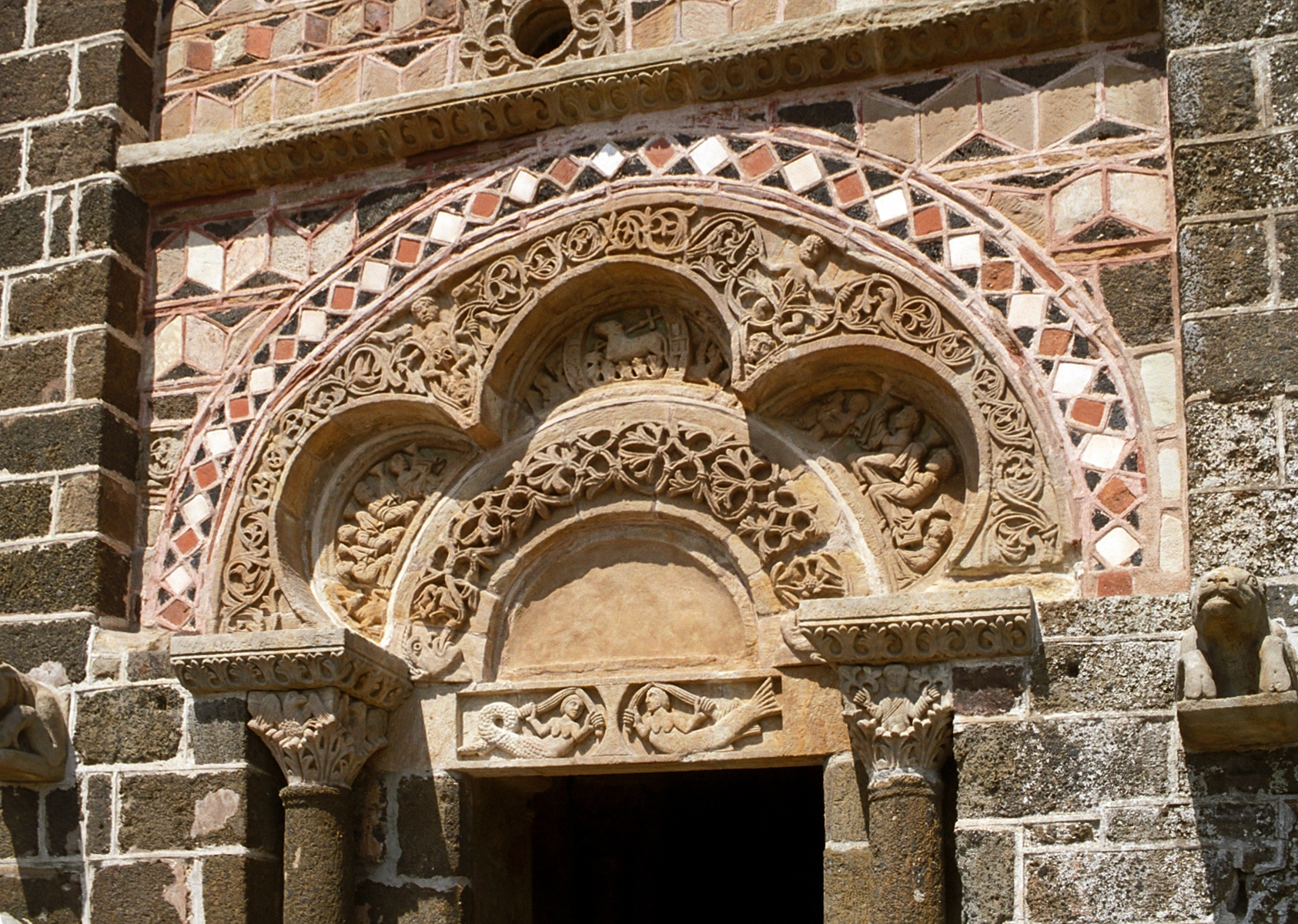
Détail du portail.
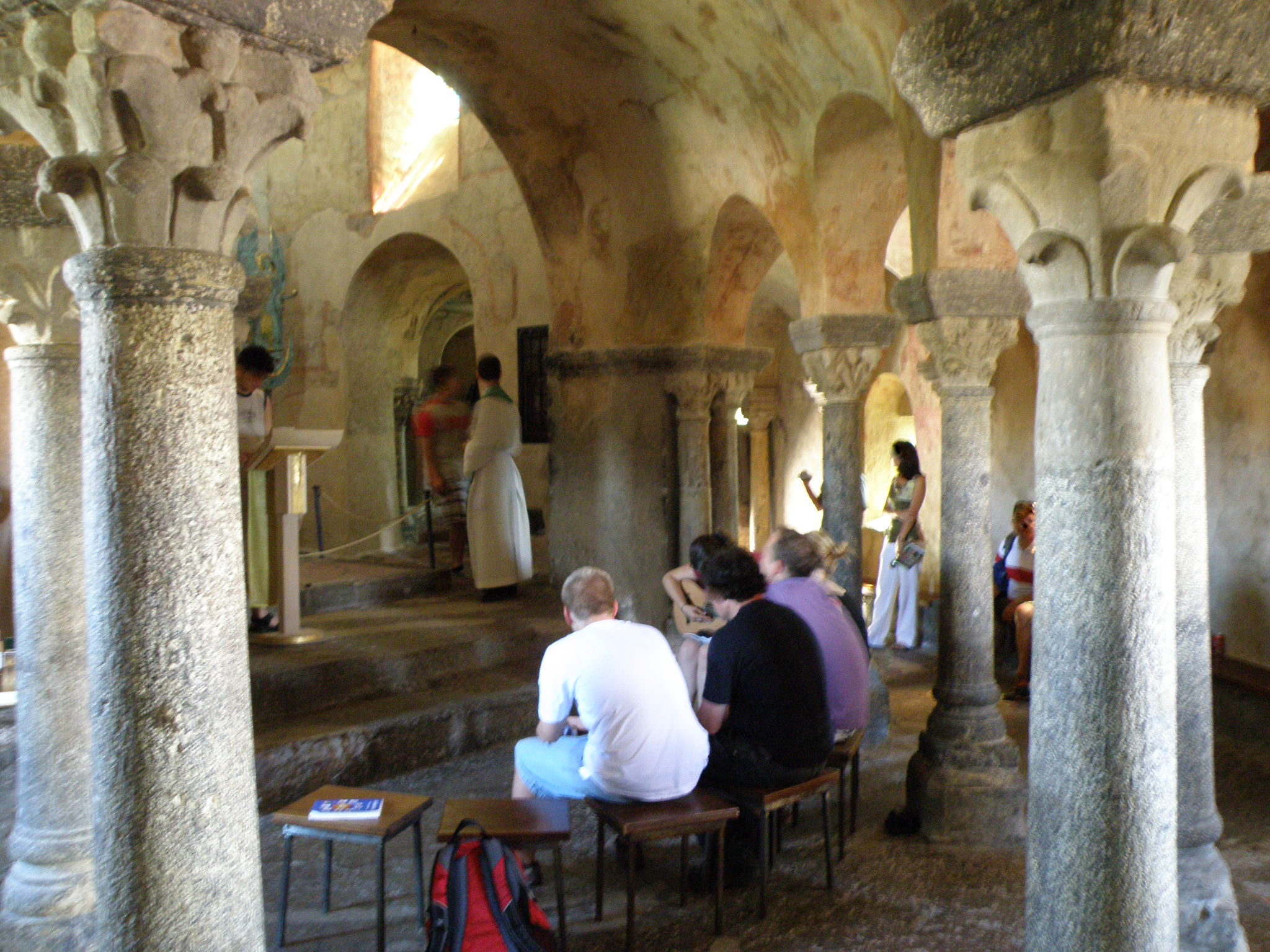
Nef centrale et déambulatoire.
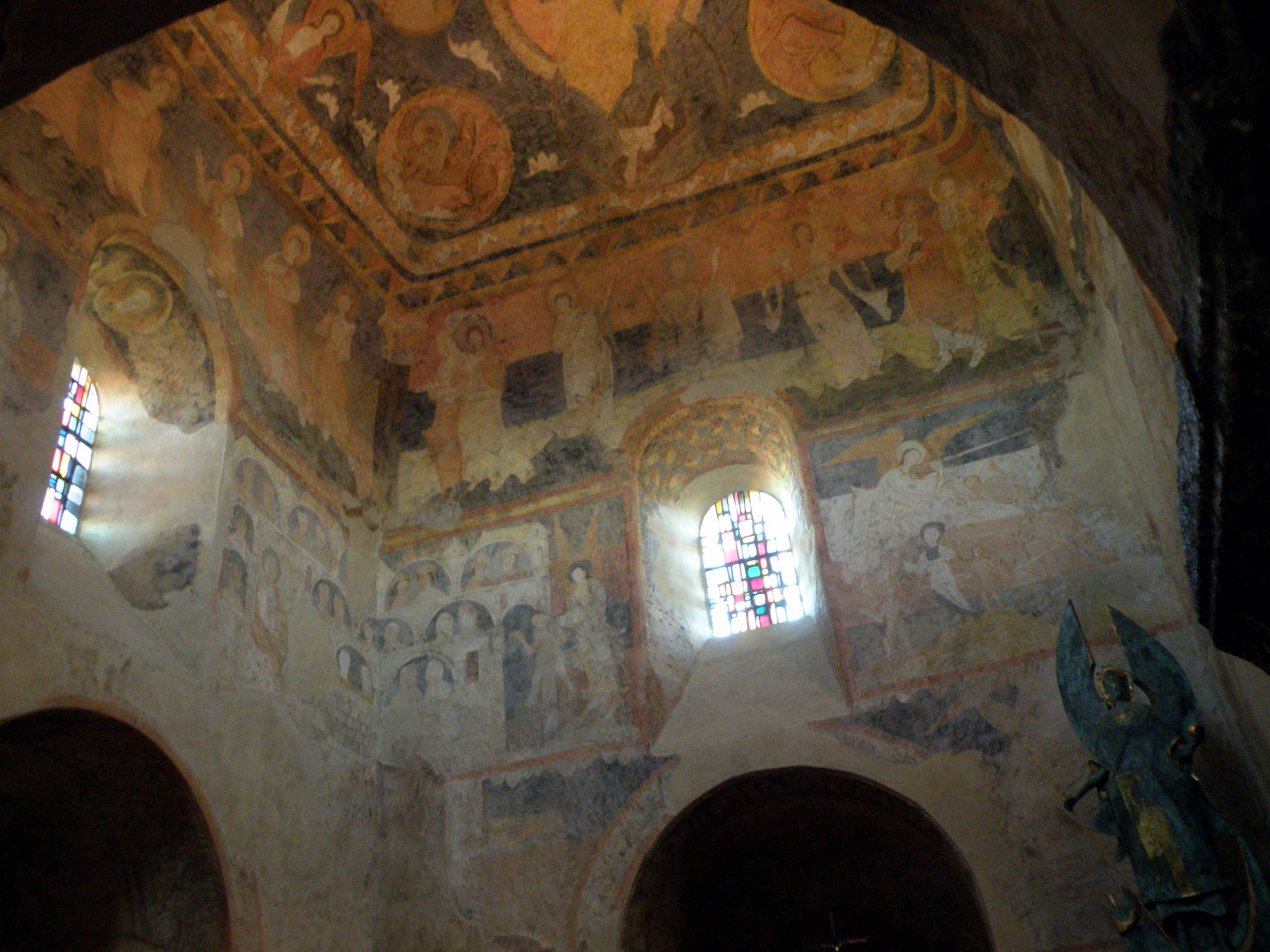
Fresques de l'oratoire primitif.
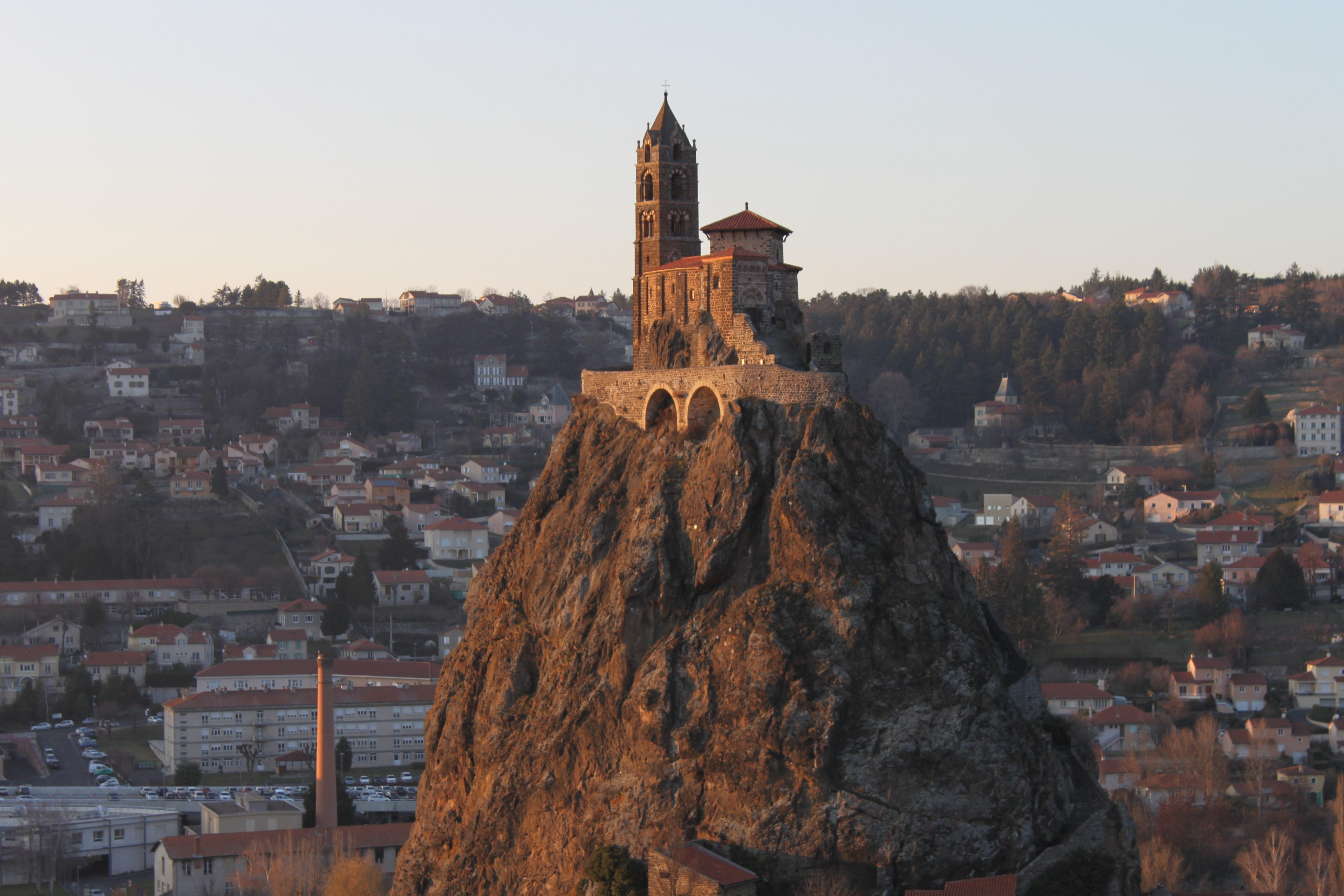
Vue depuis le Puy.

#### La chapelle Saint-Clair
Sur la place Saint-Clair s'élève la chapelle Saint-Clair, petit édifice de la fin du XIe siècle, de plan octogonal, comportant une absidiole. Cette chapelle funéraire fut bâtie à l'emplacement d'un temple dédié à la déesse Diane, et desservait l'hôpital Saint-Nicolas, qui fut construit en même temps, et qui se trouvait là.
Se dresse également sur cette placette une monumentale croix de pierre du XVe siècle, historiée sur les deux faces. Signalons enfin, à droite de la chapelle Saint-Clair, une fontaine moderne du XIXe siècle, d'imitation gothique (inscription aux monuments historiques 1889).

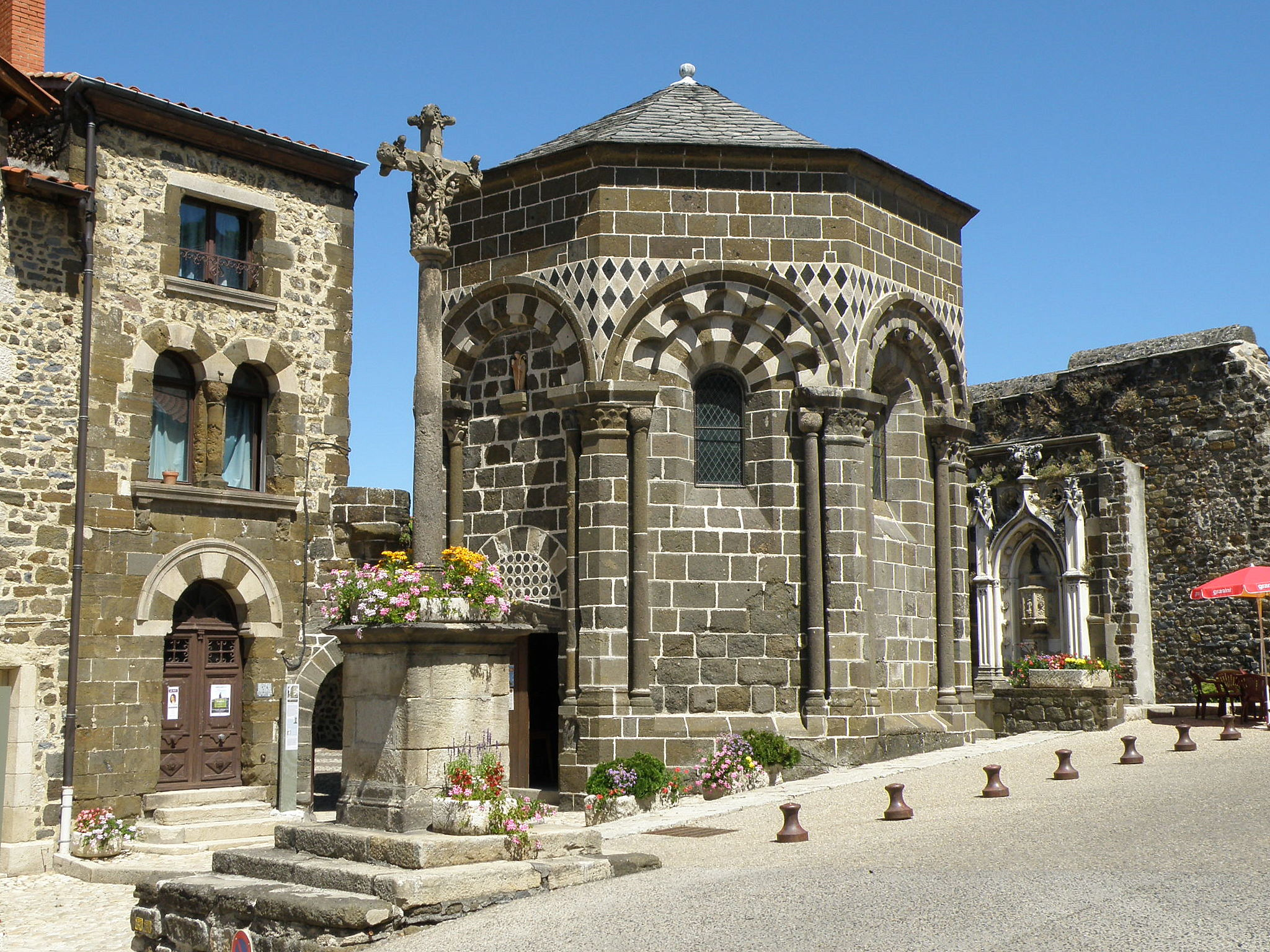
De gauche à droite : ancienne mairie, croix du XVe siècle, chapelle Saint-Clair, fontaine néogothique.

#### Le pont d'Estroulhas
Le pont d'Estroulhas, long de plus de 200 mètres et large de cinq mètres, franchit à quelque distance en amont du bourg d'Aiguilhe la rivière la Borne, où celle-ci forme la limite entre Aiguilhe et la commune limitrophe d'Espaly-Saint-Marcel. Le nom du pont, qui est mentionné pour la première fois en 1264, pourrait référer à une somme de trois liards qu'il fallait autrefois payer en guise d'octroi. De la quinzaine d'arches que compte le pont, seules deux enjambent la rivière proprement dite, les autres travées ne se déployant qu’au-dessus de terres naguère cultivées, en principe toujours à sec, mais appartenant sans doute jadis également au lit de la rivière ; deux de ces arches, aujourd'hui enfouies, font même fonction de caves. Les travées les plus au nord présentent un appareillage d'un caractère fort ancien, laissant à supposer qu'elles pourraient remonter à une époque préromane (inscription aux monuments historiques 1964).

#### Autres édifices
- Pont de Roderie.
- Château de la Boriette[46],[47].

### Personnalités liées à la commune
- Le réalisateur Robert Mazoyer est né à Aiguilhe en 1929.
- Charles Crozatier (1795 - 1855), fondeur et ornemaniste, y passa son enfance.